# Canyon Creek (Teksas)
Canyon Creek je naseljeno mjesto za statističke potrebe u američkoj saveznoj državi Teksas. Prema popisu stanovništva iz 2010. u njemu je živjelo 916 stanovnika.